# 439 a.C.

## Eventos
- Agripa Menênio Lanato e Tito Quíncio Capitolino Barbato, pela sexta vez, cônsules romanos.
- Lúcio Quíncio Cincinato, ditador em Roma.

## Mortes
- Cincinato - general, cônsul e ditador romano